# 安藤統男
安藤 統男（あんどう もとお、本名・安藤 統夫※読み同じ、1939年4月8日 - ）は、茨城県土浦市出身（兵庫県西宮市生まれ）の元プロ野球選手（内野手）・コーチ・監督、解説者・評論家。

## 経歴

### プロ入り前
兵庫県西宮市平松町で出生後に、実父の転勤で土浦市内に転居。土浦一高進学後は、2年次の1956年まで木内幸男監督の指導を受け、3年次の1957年夏に遊撃手兼控え投手として夏の甲子園へ出場。山本秀一を擁する県和歌山商との初戦に勝利したものの、高木守道を擁する県岐阜商の前に完封負けを喫した。
高校卒業後は1958年に慶應義塾大学へ進学。東京六大学野球リーグでは優勝に届かなかったが、3年次の1960年秋季リーグの早慶六連戦では一番打者、遊撃手として活躍。優勝決定第2戦の11回裏、1死1、3塁のサヨナラのチャンスに三塁走者として外野飛球で本塁に突入、タッチアウトになったが、後年も安藤は「あのプレーはセーフだった」と言っている。
4年次の1961年には主将を務め、在学中は通算103試合出場・382打数105安打1本塁打・30打点・打率.275という成績を残すと共に、遊撃手としてベストナインに2度選出された。同期生には、高校時代に県岐阜商のエースとして対戦した清沢忠彦（住友金属）、角谷隆（日本ビール）、三浦清（日本石油－大昭和製紙）など、卒業後に社会人野球で活躍した投手が揃っていた。

### 現役時代
安藤自身は関東地方で過ごした学生時代からの阪神ファンであり、大学時代には巨人からも入団を誘われたが、川上哲治監督へ会いに行った末に、「私は強い巨人に入るより、戦う側に回りたい」という理由で断りを入れた。安藤によれば、「内心では川上から怒られることを覚悟していたが、実際には川上から感心されたあげく、激励を受けた。川上は、（自分の）阪神入団後も何かと気にかけてくれた。阪神の監督時代にファンから中傷を受けた時にも、『絶対に途中で投げだすんじゃないぞ』というアドバイスをもらった」という。また、大学の先輩である水原茂監督が率いる東映フライヤーズからも誘いを受けていた。大学卒業後の1962年に阪神タイガースへ入団。担当スカウトは佐川直行で、当時のトレーニングコーチ・篠田仁が仲介したとされる。背番号は当初契約時に空けてもらっていた1だったが、同年のキャンプ初日に藤本定義監督の指示により、滝田政治と交換し、僅か3、4時間で9へ変更となった。
当時は吉田義男が長年にわたって正遊撃手の座を守っていたことから、1年目の同年は主に内野の守備要員として一軍に起用される。4月21日の中日戦（甲子園）で初出場を果たし、柿本実から初安打となる三塁打を放つ。9月5日の大洋戦（川崎）の試合前に同球場の外野グラウンド内で正三塁手・三宅秀史とのキャッチボールへ臨んでいたところ、外野の別エリアでキャッチボール中だった他の選手の投球が三宅の左眼を直撃。その影響で三宅が左眼視力が大幅に低下する重傷を負って戦線を離脱したため、残り試合では三塁手としてのスタメン起用が相次いだ。チームは同年にリーグ優勝したことから、東映との日本シリーズでは全7試合に出場。4試合で三塁手としてスタメンに起用されたが、打撃面では通算9打数1安打と振るわなかった。
1963年には内野のユーティリティプレイヤーとして52試合にスタメン出場し、二番打者としても34試合に起用された。
1964年5月24日の中日戦（甲子園）で門岡信行から本塁打を放ち、南海との日本シリーズでは10月6日の第5戦（大阪）で皆川睦雄から2ラン本塁打をマーク。
1965年にはシーズンを通じて代打で3本のサヨナラ安打を記録したが、この記録は、現在に至るまで「同一選手による代打での最多サヨナラ安打」というプロ野球シーズン記録として残っている。
1968年には吉田の出場が減り、二塁手として先発での出場が増える。
1969年には本屋敷錦吾から正二塁手の座を奪い二番打者として活躍。
1970年には全セの監督推薦選手としてオールスターゲームへ初出場を果たしたほか、規定打席に初めて到達。王貞治に次ぐリーグ2位の打率.294を残し、リーグ最多の29犠打も記録。この活躍で現役時代の最高年俸600万円に到達した。
1971年は序盤にアキレス腱を断裂したことから6月以降は野田征稔が台頭した。
1972年には85試合に出場するなど復活を遂げている。
入団以来本名の「安藤統夫」を登録名に用いてきたが、チームの主将に任命された1973年に「安藤統男」へ変更。アキレス腱の断裂で長期の戦線離脱を余儀なくされた経験から、「下に力がつくから」という験を担いだことによる。同年は野田に代わって中村勝広が正二塁手へ定着したことから、自己最少の36試合へ出場しただけで、シーズン終了後に現役引退とコーチへの転身を発表した。現役引退の際には習志野高の内野手で、甲子園出場経験はあるものの中央球界では注目されていなかった掛布雅之の入団に一役買っている。自身の入団の際にも関わった篠田に加えて、掛布の叔父ともかねてから懇意にしていたことから、篠田からの依頼で掛布の入団テストを球団に打診している。
一軍のレギュラーとして活躍した期間は短かったが、公式戦には実働12年間で通算922試合に出場。640試合で内野（一塁：18試合、二塁：432試合、三塁：46試合、遊撃：144試合）、111試合で外野を守るなど、ユーティリティプレイヤーとして重宝された。

### 引退後
引退後は阪神で一軍守備コーチ（1974年 - 1975年）、二軍守備コーチ（1976年）、二軍監督（1977年, 1981年）、一軍守備・走塁コーチ（1978年 - 1980年）、監督（1982年 - 1984年）を歴任。
指導者時代は選手に無理をさせないことを信条にしていたが、コーチ1年目は自身が入団に関わった掛布に猛ノックを浴びせた。掛布とドラフト1位の佐野仙好の新人2人をセットにして、クール最終日の特守で1人300球を越えるノックの雨を降らせた。途中からノッカーが交代しても受ける2人は音を上げなかったが、この練習は掛布がレギュラーになってからも続けられ、キャンプの名物になった。新人2人には公式戦の試合前の練習でも、チーム1時間の練習の50分をノックに費やすなど守りを徹底的に鍛えた。掛布は練習で疲れ果てて肝心の試合中に居眠りしたこともあったが、1年目から一軍に定着させた。二軍監督2期目には若手を率いてアメリカ教育リーグに参加したが、フロリダ州セントピーターズバーグのホテルで10月14日深夜（日本時間同15日）、小津正次郎球団社長からの国際電話を受けた。日本では中西太監督退団会見の翌日であり、後任監督の就任要請であった。同21日の帰国後に受諾し、同23日の就任会見で「正直言ってプレッシャーを感じている」と言いながら「20年間阪神にお世話になった。ご恩に報いるのは優勝」と宣言。早くから幹部候補と目された「切り札」であり、小津は同年まで5年間で監督5人という短命の反省から腰を据え、「長期にわたり優勝態勢を築く」と異例の5年契約を結んだ。監督就任後最初のドラフトで明治大学の平田勝男を2位で指名した際に、平田の入団に難色を示していた島岡吉郎監督と直々に交渉して入団に導いた。
監督就任1年目の1982年は海外キャンプから撤退し、3年振りに安芸市営球場にキャンプ地を戻した。この安芸キャンプでは「守りの野球」を掲げ、掛布に「27個目のアウトを取る時にグラウンドにいないとレギュラーじゃない」と諭した。3月22日の巨人とのオープン戦（甲子園）で、現職監督としてはオープン戦史上初の退場処分を受けた。安藤は、巨人の内野手がゴロを処理した後の一塁送球が逸れた状況で、打者走者をアウトと判定した一塁塁審の友寄正人へ執拗に抗議。さらに、抗議の後で思わず足元の砂を蹴って友寄に掛けた行為が、「審判への侮辱行為」とみなされた。ホーム用ユニフォームのデザインを伝統のスタイルにしたものに改めて臨んだが、4月3日に行われた開幕戦の大洋戦（横浜）は9回表まで2―0であったが、開幕投手の小林繁は完封目前の2死一、二塁から連打で同点。なお一、三塁。敬遠策の2球目、ウエストボールがとんでもない高い球となり、暴投でサヨナラ負けを喫した。尾を引くように4月は5勝12敗2分の最下位と出遅れたため、ユニフォームのせいだとまでいわれた。5月に入ると、先発の山本和行を呼んで意図を話し、再び救援に転向させた。弱体投手陣を継投でやりくりする采配に、スポーツジャーナリストの山際淳司は「戦力に応じたフレキシビリティー。それが安藤野球」と評した。6月から7月にかけて破竹の11連勝の後、2勝2敗を挟んで8連敗を喫して、月亭八方などの落語家や大阪のお笑い芸人にネタにされた。8月31日の大洋戦（横浜）で、柴田猛・島野育夫両コーチによる審判への暴行事件が発生。このとき審判側はプロ野球史上、日本はおろか世界でも初めて「暴力行為による没収試合」を検討し、それを実行する寸前まで来ていたが、安藤が謝罪して没収試合は回避された。それでも試合内容は充実しており、山本は40セーブポイントの新記録で最優秀救援投手、掛布は本塁打王・打点王の二冠。岡田彰布は初めて3割をマーク。優勝した中日より1勝多く、最多勝の巨人とは1勝少ないだけで、中日から4・5ゲーム差の3位とAクラスを確保。
1983年は19年ぶりの優勝の期待が盛り上がり、パ・リーグでも日本ハム・西武 と19年ぶりの優勝が続いたこともあり、次は阪神という気運となった。マウイ島でキャンプを張ったが、開幕から打線が振るわず早々に巨人の独走を許し、6月末まで62試合で10度も零敗があった。真弓明信の首位打者、藤田平の2000安打と話題はあったが、小林が「体力、気力の限界」と現役引退を表明。最終成績は62勝63敗5分と負け越し、4位であった。一部新聞では「安藤辞任」「小津退陣」との報道が乱れとんだ。小津、岡崎義人球団代表と共に10月26日には阪神電鉄本社でのシーズン終了報告に臨んだが、例年30分程度で終わるところ、本社会長の田中隆造オーナー、社長の久万俊二郎オーナー代行との会談は3時間に及んだした。席上では本社側が安藤に「小津社長には辞めてもらうことになった。君は来季もやってほしい」と「小津辞任、安藤留任」を迫ったが、安藤は唐突な本社の提案に抵抗し、田中は「厳しさを打ち出して3人で頑張れ」となった。
1984年には6月13日から同15日の間は佐藤孝夫一軍打撃コーチが監督代行を務め、8月の死のロードで4勝13敗と大きく負け越し、Aクラス入りも断たれた。福間納が中継ぎで登板を重ね、稲尾和久の持っていたシーズン登板記録の78試合に迫るところに来ていたが、プロ野球記録の調査研究で知られた宇佐美徹也は安藤に手紙を書いて、「形だけの記録の更新」を思いとどまるよう懇請したという。結局、福間の登板数は稲尾より1試合少ない77試合となった。また、終盤には掛布と宇野勝が本塁打王を争い、両者同数で両チームの直接対決2試合が最終カードとなって、互いが相手を全打席敬遠した。特に10月5日の中日との最終戦（甲子園）は1年目の池田親興の10勝目がかかった試合で、池田は4度宇野を歩かせ、苦しいピッチングを強いられる。宇野を歩かせた4度のうち、2度生還を許している。2-2の7回裏に阪神が4点を勝ち越してリードを保ったままマウンドを降りたが、8回表に伊藤宏光がケン・モッカに3ランを浴びると、9回表には山本和行が宇野を歩かせたところから、田尾安志と谷沢健一に連打され、宇野が同点のホームを踏んだところで池田の10勝目が無くなった。シーズン最終戦であったため、試合終了後にセレモニーが行われたが、逆転負けを喫した上に池田の10勝目をなくしたこともあり、ファンがグラウンドになだれ込んだり、弁当箱などのゴミを投げ込んだりする騒ぎになった。このように、最後のシーズンは記録やタイトルをめぐる騒動に巻き込まれて終わる形になった。一度は「契約通りに1985年も指揮を執る」ことが発表されたものの、シーズン末期にはスポーツ各紙が来期の監督人選について一面を飾るようになり、また球団も水面下で西本幸雄を招聘し「西本総監督・安藤監督」の案が出るなど次期監督を模索していたことを知った安藤は選手のことも考えた上で退団を決意した。
退団時に安藤は、マスコミ関係者に「よくも俺を辞めさせたな!」と怒鳴ったという。また、シーズン中には、安藤及び妻は氏名不詳の人物による嫌がらせを受けていた。この時は自宅に差出人不明のゴキブリの死骸入りの封書が届くなどの事態となり、シーズン後には妻がストレスで白髪頭になってしまったほどである。後任の吉田によると安藤が監督を辞任した理由として本塁打王争いをしていた掛布と宇野を巡る敬遠合戦の責任を追及されたり、藤田の監督批判が表沙汰になったりしたのが原因と報じられたが、田中オーナーでさえ初耳で、テレビ報道でこれを知り仰天したという逸話が残ると著書の中で記している。藤田は「僕が辞めた時田中オーナーが「ワシらやめるからお前もやめてくれ」と球団社長の小津さん、安藤さんを切ったんですよ。その内幕としてはお金の問題などいろいろあったんです。これは言えないですが。」と述べている。
チームは安藤が退団した翌1985年に21年振りのリーグ優勝と日本シリーズ制覇を達成したが、当時の主力選手であったランディ・バースは、安藤の在任中である1983年に入団している。ただし、後任監督の吉田によると、安藤は「守備が悪いし、走れない」との理由でバースを1985年の構想から外していたという(Numberでのインタビューによると、1984年オフに安藤統男監督はバースに「絶対にクビにしない。」と伝えており、バース本人は安藤統男が1985年以降も指揮を執ることができなかったことを残念に思っていた)。掛布は「前年まで監督を務めた安藤さんが一番悔しかったじゃないかと思いますよ。バースも安藤さんが獲ってきたんですから。チームの土台を作ったのは安藤さんだと僕は思っています。それをうまく花を咲かせたのが吉田さんでした。昔の監督は吉田さん、安藤さんもそうですが悔しさを抱えたまま志半ばで辞められた方が多かったと思います。」と述べている。
在任中は他球団を放出された野村収・山内新一・稲葉光雄・太田幸司を獲得したため、「寄せ集め」と揶揄された事もある。当時、ある関西のスポーツ新聞2紙が球界の話題をテーマにした漫画を掲載していたが、2紙が偶然にも同時期に安藤を廃品回収業者になぞらえ笑い者にした。「御家庭で不要になったクズ鉄、古新聞はございませんか…」と街中を行き来する安藤が運転するトラックの荷台には山内、稲葉、太田の3つの「クズ鉄」が積み込まれていたという内容の絵であり、この絵を見た大阪の廃品回収業者が真面目に働く人間を笑いのネタにしていると抗議。2紙の担当者は平身低頭で謝罪し一件落着したが、当の安藤には大受けであり、こういった陰口は早くから出回っていたが誰も表立って声にしていなかっただけで、それをズバッと漫画で取り上げたのがきっかけであった。
阪神監督時代は1年目にホームユニフォームを、3年目にビジターユニフォームを一新した。
阪神退団後は毎日放送解説者・スポーツ報知評論家（1985年 - 1986年）を経て、ヤクルトスワローズ一軍作戦コーチ（1987年 - 1989年）を務めた。
関根潤三監督からは姓をもじって「アンちゃん」と呼ばれ、あんみつ屋で作戦会議を開いていた。1988年に掛布が引退を発表した際、安藤は「この年齢（掛布は引退当時33歳）で球界を去るのは惜しい。引退は体力・気力の限界だけでなく人間関係が原因なのではないか?」と考えた。そこで安藤は「ヤクルトに来い」と掛布に電話をかけた。掛布の背中を見せて池山隆寛や広沢克己に本物の4番とはどういうものか教えたい、最後は阪神に帰ればいいと説得したが、掛布は丁重に断った。この話は2003年、ラジオで安藤と掛布が出演した際明かされた。後に掛布は江川卓の対談では当時のヤクルト関根監督からの誘いであると記しており、安藤本人も、関根から頼まれて掛布やバース（1988年シーズン中に阪神退団）に電話をかけたと語っている。
1990年からは毎日放送解説者・スポーツ報知評論家に復帰し、シーズン前の順位予想では、前評判の高くないチームの優勝を的中させたことがある。
1996年には、藤田の後任として、阪神監督の候補が挙がっていたが、吉田になったことにより、実現しなかった。
1997年にはエリック・ヒルマンと鈴木平の不調をキャンプで見抜き、ヤクルトと西武の優勝を予想した。
2008年のパ・リーグ順位予想ではほとんどの評論家がBクラス予想で、中には最下位予想もいた中、ただ一人西武の優勝を予想した。安藤は西武をキャンプで視察した頃から評価していた。
2010年のセ・リーグ順位予想でも、前評判があまり高くなかった中日の投手陣を高く評価して優勝を予想した。永らく阪神OB会会長も務めたが、後に田淵幸一に譲り勇退。2001年には、妻の脱税発覚で退陣した野村克也に代わる阪神の監督候補に挙げられたが、病気療養中であった妻の介護に専念することを理由に辞退。結局、同年限りで中日の監督を退いたばかりの星野仙一が、2002年から野村の後任を務めた。
80歳になった2019年限りで、毎日放送解説者を勇退。MBSラジオでの阪神戦中継では9月10日放送のヤクルト戦（甲子園）、裏送り向けの中継では9月24日にSTVラジオで放送されたオリックス対日本ハム戦（京セラ）で解説を終了した。翌25日には『ファイターズDEナイト!!スペシャル』（HBCラジオ）に電話出演したが、日本ハム元監督・現在日本代表監督を務める栗山英樹は、安藤のヤクルトコーチ時代の教え子である。2020年からはスポーツ報知での評論活動に事実上専念するが、MBSラジオで放送される野球関連の特別番組にも、ゲスト扱いで随時出演している。

## 詳細情報

### 年度別打撃成績
| 年 度      | 球 団      | 試 合 | 打 席 | 打 数 | 得 点 | 安 打 | 二 塁 打 | 三 塁 打 | 本 塁 打 | 塁 打 | 打 点 | 盗 塁 | 盗 塁 死 | 犠 打 | 犠 飛 | 四 球 | 敬 遠 | 死 球 | 三 振 | 併 殺 打 | 打 率 | 出 塁 率 | 長 打 率 | O P S |
| ---------- | ---------- | ----- | ----- | ----- | ----- | ----- | -------- | -------- | -------- | ----- | ----- | ----- | -------- | ----- | ----- | ----- | ----- | ----- | ----- | -------- | ----- | -------- | -------- | ----- |
| 1962       | 阪神       | 56    | 95    | 82    | 13    | 15    | 0        | 1        | 0        | 17    | 1     | 3     | 2        | 4     | 0     | 7     | 0     | 2     | 16    | 1        | .183  | .264     | .207     | .471  |
| 1963       | 阪神       | 96    | 236   | 206   | 22    | 42    | 2        | 1        | 0        | 46    | 13    | 18    | 13       | 9     | 2     | 16    | 1     | 3     | 24    | 4        | .204  | .269     | .223     | .492  |
| 1964       | 阪神       | 59    | 126   | 114   | 14    | 27    | 4        | 1        | 1        | 36    | 6     | 4     | 4        | 8     | 0     | 2     | 0     | 2     | 18    | 4        | .237  | .263     | .316     | .579  |
| 1965       | 阪神       | 107   | 252   | 223   | 29    | 51    | 5        | 0        | 3        | 65    | 17    | 16    | 7        | 13    | 0     | 11    | 0     | 5     | 17    | 3        | .229  | .280     | .291     | .572  |
| 1966       | 阪神       | 111   | 305   | 284   | 17    | 55    | 8        | 0        | 3        | 72    | 16    | 5     | 5        | 6     | 0     | 15    | 0     | 0     | 29    | 7        | .194  | .234     | .254     | .488  |
| 1967       | 阪神       | 63    | 84    | 77    | 5     | 17    | 2        | 1        | 1        | 24    | 5     | 1     | 1        | 2     | 0     | 5     | 0     | 0     | 14    | 3        | .221  | .268     | .312     | .580  |
| 1968       | 阪神       | 39    | 104   | 93    | 12    | 19    | 5        | 0        | 2        | 30    | 6     | 1     | 0        | 3     | 0     | 6     | 0     | 2     | 12    | 3        | .204  | .267     | .323     | .590  |
| 1969       | 阪神       | 86    | 262   | 234   | 36    | 57    | 6        | 2        | 9        | 94    | 21    | 2     | 2        | 8     | 0     | 16    | 0     | 4     | 31    | 10       | .244  | .303     | .402     | .705  |
| 1970       | 阪神       | 121   | 440   | 378   | 45    | 111   | 15       | 1        | 10       | 158   | 30    | 3     | 6        | 29    | 1     | 29    | 3     | 3     | 45    | 5        | .294  | .348     | .418     | .766  |
| 1971       | 阪神       | 63    | 135   | 114   | 7     | 14    | 2        | 0        | 1        | 19    | 5     | 1     | 0        | 7     | 1     | 10    | 0     | 3     | 24    | 2        | .123  | .211     | .167     | .378  |
| 1972       | 阪神       | 85    | 234   | 209   | 23    | 43    | 5        | 1        | 3        | 59    | 15    | 2     | 0        | 9     | 1     | 13    | 0     | 2     | 37    | 9        | .206  | .258     | .282     | .540  |
| 1973       | 阪神       | 36    | 54    | 50    | 0     | 6     | 0        | 0        | 0        | 6     | 3     | 0     | 1        | 0     | 0     | 4     | 2     | 0     | 18    | 1        | .120  | .185     | .120     | .305  |
| 通算：12年 | 通算：12年 | 922   | 2327  | 2064  | 223   | 457   | 54       | 8        | 33       | 626   | 138   | 56    | 41       | 98    | 5     | 134   | 6     | 26    | 285   | 52       | .221  | .277     | .303     | .580  |

- 各年度の太字はリーグ最高

### 年度別監督成績
| 年度      | 球団      | 順位      | 試合 | 勝利 | 敗戦 | 引分 | 勝率 | ゲーム差               | チーム 本塁打          | チーム 打率            | チーム 防御率          | 年齢                   |                        |
| --------- | --------- | --------- | ---- | ---- | ---- | ---- | ---- | ---------------------- | ---------------------- | ---------------------- | ---------------------- | ---------------------- | ---------------------- |
| 1982年    | 阪神      | 3位       | 130  | 65   | 57   | 8    | .533 | 4.5                    | 118                    | .262                   | 3.44                   | 43歳                   |                        |
| 1983年    | 阪神      | 4位       | 130  | 62   | 63   | 5    | .496 | 11.5                   | 169                    | .274                   | 4.22                   | 44歳                   |                        |
| 1984年    | 阪神      | 4位       | 130  | 53   | 69   | 8    | .434 | 23                     | 165                    | .264                   | 4.46                   | 45歳                   |                        |
| 通算：3年 | 通算：3年 | 通算：3年 | 388  | 178  | 189  | 21   | .485 | Aクラス1回、Bクラス2回 | Aクラス1回、Bクラス2回 | Aクラス1回、Bクラス2回 | Aクラス1回、Bクラス2回 | Aクラス1回、Bクラス2回 | Aクラス1回、Bクラス2回 |

- 1982年から1996年までは130試合制

### 表彰
- ベストナイン：1回 （1970年）

### 記録
- シーズン代打サヨナラ安打：3本 （1965年） ※NPB記録
- オールスターゲーム出場：1回 （1970年）

### 背番号
- 1 （1962年入団当初）
- 9 （1962年 - 1973年）
- 79 （1974年 - 1975年）
- 82 （1976年 - 1980年）
- 70 （1981年）
- 80 （1982年 - 1984年）
- 75 （1987年 - 1989年）

### 登録名
- 安藤 統夫 （あんどう もとお、1962年 - 1972年、1984年、1987年 - 1989年）
- 安藤 統男 （あんどう もとお、1973年 - 1983年）

## エピソード
- 少年時代の高橋慶彦は安藤に憧れたことで阪神ファンになったと後年振り返っている[29]。高橋曰く「慶応大出身で立ち居振る舞いにどことなく気品があって、打席に立った時の雰囲気がかっこよかった。」といい、広島の若手時代に二軍戦で当時阪神二軍コーチを務めていた安藤と対面し、「ファンでした」と打ち明けたことがある[29]。高橋は安藤から「慶彦、おまえ守備がうまくなったな」と言われ、ものすごく嬉しかった[29]。
- 趣味は自動車運転で、ハワイアンミュージックやカントリーミュージックなど、幅広いジャンルの楽曲を愛聴している。MBSラジオが2015・2016年度よりナイターオフ期間の火 - 日曜日に放送している『with Tigers MBSベースボールパーク　みんなでホームイン!』では、2015年度には火曜日にレギュラーで「DJモトオ」と称し、週替わりで全曜日のエンディングに放送する楽曲も選んでいた[13]。2016年度には日曜日に不定期で出演。
- 現役時代から若白髪で、50代以降は総白髪となっている。

## 関連情報

### 野球解説者としての出演番組
いずれも、毎日放送のプロ野球中継。
- S☆1 BASEBALL（テレビ）
- 毎日放送ダイナミックナイター（ラジオ）
  - 本番カードとして放送される阪神戦中継にとどまらず、セ・リーグの試合の開催がない場合以外ではMBSでは放送されない裏送り向けとなることが多い阪急ブレーブス→オリックス・ブレーブス→オリックス・ブルーウェーブ→オリックス・バファローズ、近鉄バファローズ→大阪近鉄バファローズ（2004年まで）、南海ホークス戦（1985・1986年）中継にも出演。80歳になった2019年限りで解説を勇退した。

### タイガースOBとしての出演番組
- タイガースV特急（ベイ・コミュニケーションズ）